# Stojan Vranješ
Stojan Vranješ (n. 22 iunie 1985, Belgrad, Iugoslavia) este un fotbalist bosniac care evoluează la echipa Legia Varșovia pe postul de mijlocaș. De asemenea a fost și component al echipei naționale de fotbal a Bosniei și Herțegovinei.

## Carieră
A debutat pentru Pandurii Târgu Jiu în Liga I pe 21 februarie 2010 într-un meci pierdut împotriva echipei Astra Ploiești.

## Personal
Stojan are un frate mai tânăr care se numește Ognjen. Acesta este tot fotbalist, fiind împrumutat de Steaua Roșie Belgrad la FK Napredak Kruševac.